# 이승진 (신학자)
이승진(李承鎭, 1966년 12월 29일~)은 대한민국의 교수이며 현재 합동신학대학원대학교에서 설교학, (설교학 관점의) 성경해석학, 예배학, 실천신학을 가르치고 있다.
한국복음주의실천신학회 회장을 역임하였고, 현재 (2021년 11월 - 2023년 11월) 한국설교학회 회장으로 있다. 주로 설교학 관련 전공 서적들을 번역하였고, 설교의 사사화와 가현설적 설교를 비판하고 실존적 생활 영역의 삶을 강조하는 신학자로 평가받는다. 또 설교에서 영적 조급증과 인과응보 원리를 유도하는 조건부 명령법(conditional imperative)을 반대하고 개혁주의 관점의 칭의론을 안내하는 설교학적인 설득 문법을 주장한다.

## 학력
- 한국해양대학교(B.E.)
- 합동신학대학원대학교 (M.Div.)
- 스텔렌보스대학교 (Stellenbosch University, Th.M., Th.D.)

## 경력
- 백석대학교 신학대학원 설교학 교수 (2003년 3월 ~ 2005년 8월)
- 실천신학대학원대학교 예배설교학 교수 (2005년 9월 ~ 2012년 8월)
- 한국복음주의실천신학회 회장 역임 (2017년 5월 ~ 2019년 5월)
- 현, 한국설교학회 회장 (2021년 11월 ~ 2023년 11월)
- 현, 합동신학대학원대학교 설교학, 예배학 교수 (2012년 9월 ~ )

## 저서
- 『성경이 말씀하는 설교』 (합동신학대학원출판부) 2022년 7월.
- 『하나님 마음에 합한 사람』(설교자하우스) 2020년 4월.
- 『교회를 세우는 설교목회』 (CLC) 2013년 9월.
- 『상황에 적실한 설교』(CLC)  2012년 12월.
- 『설교를 위한 성경해석』(CLC) 2008년 1월.

## 공저
- 『뉴노멀 시대의 교회와 목회』 (설교자하우스) 2020년 12월.

## 번역
- 월터 브루그만. 『탈교회 시대의 설교』. 이승진 (역). 기독교문서선교회(CLC), 2018.
- 보이드 루터, 리차드 웰스.『신약성경과 설교』. 이승진 (역). 기독교문서선교회(CLC), 2016.
- 요한 H. 실리에. 『설교 심포니: 살아 있는 복음의 음성』. 이승진 (역). 기독교문서선교회(CLC). 2014.
- A. 스캇 모로우, 해롤드 네틀랜드, 찰스 밴 엥겐. 『선교학 사전』. 이승진 (공역) 기독교문서선교회(CLC). 2014.
- 스코트 듀발, J. 다니엘 헤이즈. 『성경실천』.이승진 (역). 성서유니온선교회. 2014.
- 드와이트 에드워즈.『내면의 혁명 : 내 안에 시작된 구원의 능력을 경험하라』. 이승진 (역). 좋은씨앗. 2013.
- 로버트 웨버. 『복음주의 회복:내일을 위한 어제의 신앙』. 이승진 (역). 기독교문서선교회(CLC). 2012.
- 리차드 L. 프랫. 『구약의 내러티브 해석: 복음주의신학 관점에서 본』.이승진, 김정호, 장도선 (공역). 개혁주의신학사, 2012.
- 마이클 J. 퀵. 『전방위 설교』.이승진 (역). 기독교문서선교회(CLC). 2012.
- 제프리 크로츠. 『성령의 조명을 받는 설교 :설교자의 준비에서 회중의 들음까지』.이승진 (역). 성서유니온선교회. 2011.
- 루시 앳킨슨 로즈.『하나님 말씀과 대화 설교: 변혁적 설교로서의 대화 설교』. 이승진 (역). 기독교문서선교회(CLC). 2010.
- 잭 에즈윈.『현대인을 위한 성경적 설교: 포스트모던 문화와 관련된 설교 기술』. 이승진 (역). 기독교문서선교회(CLC). 2010.
- 유진 피터슨, 마르바 던. 『영혼을 살리는 설교』. 이승진 (역). 좋은씨앗. 2008.
- 크레이그 라슨, 해돈 W. 로빈슨. 『성경적인 설교준비와 전달』.이승진 (역). 두란노. 2007
- R. 래리 오버스트릿.『인물설교 이렇게 하라』. 이승진 (역). 기독교문서선교회(CLC). 2007.
- 밀라드 에릭슨.『건강한 교회를 위한 교리 설교』. 이승진 (역). 기독교문서선교회(CLC). 2005.
- 랄프 우드로우.『다시 읽는 반지의 제왕』. 이승진 (역). 기독교문서선교회(CLC). 2004.
- 찰스 L. 켐벨. 『프리칭 예수』(Preaching Jesus). 이승진 (역). 기독교문서선교회(CLC). 2001.

## 논문
- [대재앙에 대한 신정론 관점의 설교 연구] (2012 한국연구재단 지원).
- [미디어 생태계의 변화에 따른 기독교 설교의 소통 전략] (2016 한국연구재단 지원).

## 같이 보기
- 합동신학대학원대학교
- 한국복음주의신학회
- 한국복음주의실천신학회
- 한국장로교신학회
- 한국개혁신학회
- 종교개혁500주년기념일
- 요한칼빈탄생500주년기념사업회
- 한국성경신학회
- 한국의 신학자 목록
- 박윤선
- 개혁신학자